# Священная лига (1538)
Священная лига 1538 года — союз христианских государств, организованный Папой Римским Павлом III по просьбе Венецианской республики.

## Создание
В 1537 году пират и османский адмирал Хайреддин Барбаросса разорил побережья Калабрии. Перед лицом этой угрозы Папа Римский Павел III в феврале 1538 года организовал так называемую Священную лигу, в которую вошли Папская область, Священная Римская империя, Венецианская республика, орден Мальтийских рыцарей и Испания.
Чтобы противостоять 120 кораблям Барбароссы, Лига собрала флот приблизительно из 300 судов в сентябре 1538 года около острова Корфу. Его верховным главнокомандующим был назначен генуэзский адмирал Андреа Дориа, который в то время состоял на службе у императора Карла V.

## Поражение
28 сентября 1538 года в сражении у Превезе Барбаросса одержал решительную победу над численно превосходящим флотом христианских союзников. Командование Дории в сражении не было достаточно активным, что, как полагают, стало главной причиной поражения Лиги.